# آندریا پانسرا
آندریا پانسرا (انگلیسی: Andrea Pansera؛ زادهٔ ۲۸ دسامبر ۱۹۷۹) بازیکن فوتبال اهل ایتالیا است.
از باشگاه‌هایی که در آن بازی کرده‌است می‌توان به باشگاه فوتبال پادوا، باشگاه فوتبال بولونیا، باشگاه فوتبال آتالانتا، و باشگاه فوتبال مسینا اشاره کرد.